# Aliabad (Izadkhvast)
Aliabad (em persa: علي اباد, também romanizada como ‘Alīābād) é uma aldeia do distrito rural de Izadkhvast, no condado de Abadeh, na província de Fars, Irã.
No censo de 2006, sua existência foi registrada, mas sua população não foi contada.